# Phylloscopus maculipennis
A Phylloscopus maculipennis a verébalakúak (Passeriformes) rendjébe, ezen belül a füzikefélék (Phylloscopidae) családjába és a Phylloscopus nembe tartozó faj. 9-10 centiméter hosszú. Északkelet-Dél-Ázsia és észak-Délkelet-Ázsia erdős területein él. Többnyire rovarokkal táplálkozik. Májustól júliusig költ.

## Alfajai
- P. m. virens (Ticehurst, 1926) – nyugat-Himalája;
- P. m. maculipennis (Blyth, 1867) – közép- és kelet-Himalája (Nepáltól dél-Kínáig), észak- és kelet-Mianmar, északnyugat-Thaiföld, Laosz, Vietnám.

## Fordítás
- Ez a szócikk részben vagy egészben  az   Ashy-throated warbler című angol Wikipédia-szócikk fordításán alapul.  Az eredeti cikk szerkesztőit annak laptörténete sorolja fel. Ez a jelzés csupán a megfogalmazás eredetét és a szerzői jogokat jelzi, nem szolgál a cikkben szereplő információk forrásmegjelöléseként.